# F1 (videogioco)
F1 (anche noto come Formula 1) è un videogioco di guida pubblicato nel 1993 da Domark per diverse piattaforme.

## Modalità di gioco
F1 è basato sulla campionato di Formula 1 del 1994. Il protagonista è un pilota di nome James Tripp della scuderia Domark che affronta gli avversari in 12 circuiti: 
- Brasile (Interlagos)
- San Marino (Imola)
- Spagna (Barcelona)
- Monaco (Monte Carlo)
- Canada (Montreal)
- Francia (Castelet)
- Regno Unito (Silverstone)
- Germania (Hockenheim)
- Belgio (Spa)
- Italia (Monza)
- Portogallo (Estoril)
- Australia (Adelaide)

Il motore del gioco è identico al predecessore Vroom (1991). In F1 è assente Ayrton Senna, sponsor del videogioco SEGA Ayrton Senna's Super Monaco GP II.